# کیت والش (بازیگر)
کیت والش (به انگلیسی: Kate Walsh) بازیگر آمریکایی است که بیشتر به خاطر ایفای نقش دکتر آدیسون مونتگومری در سریال آناتومی گری و درمانگاه خصوصی مشهور است.
از دیگر فیلم‌های معروفی که او در آن بازی کرده می‌توان به لگدزنان و جیغ‌کشان و تاج فرشته‌ها اشاره کردد.

## فیلم‌شناسی
فهرست برخی از فیلم‌هایی که کیت والش در آن‌ها به ایفای نقش پرداخته‌است:
- زندگی عادی
- مرد خانواده
- زیر آفتاب توسکانی
- پس از غروب
- لگدزنان و جیغ‌کشان
- افسونگر
- لژیون
- تاج فرشته‌ها
- مزایای گوشه‌گیر بودن
- فیلم ترسناک ۵
- فلت
- دزد صادق ۲۰۲۰
- تابستان جزیره استاتن
- آناتومی گری (مجموعه تلویزیونی)
- درمانگاه خصوصی (مجموعه تلویزیونی
- سیزده دلیل برای اینکه
- آکادمی چتر